# Serafino Balestra
Serafino Balestra (* 6. Oktober 1831 in Bioggio; † 26. Oktober 1886 in Buenos Aires) war ein Schweizer Priester, Archäologe und Erzieher von Gehörlosen.

## Leben
Er war Sohn des Giovanni Paolo Balestra, Schneiders aus Gerra (Gambarogno). Er besuchte das Kollegium der Somasker in Lugano, studierte Theologie am Seminar in Como und erhielt die Priesterweihe im Jahr 1856. Er war Lehrer am Seminar und am Diözesangymnasium sowie Domherr des Doms zu Como. Ab 1860 war er Rektor des 1852 in Como gegründeten Kollegiums der Canossianerinnen.
Ab 1871 war er Mitglied der archäologischen Kommission der Provinz Como und Mitarbeiter an der Rivista Archeologica. In diesem Sinn 1863 befasste er sich mit der Restaurierung der Basilica Sant’Abbondio in Como. Ab 1865 erwarb er große Verdienste in der Ausbildung von Gehörlosen. Zu seiner Weiterbildung unternahm er Reisen in Italien, danach arbeitete er von 1874 bis 1880 in Frankreich und erhielt 1882 das Kreuz der Ehrenlegion der Französischen Republik.
Während dieser Zeit hielt er sich häufig in England auf. Als Leiter einer Gehörlosenschule wurde er im Jahr 1885 nach Buenos Aires berufen. Heute ist er seit 1964 im Friedhof von Bioggio begraben.

## Belege
1. ↑  Istituto provinciale dei sordomuti poveri Umberto I in Como (italienisch) auf storiadeisordi.it/2005/11/05

| Personendaten    | Personendaten                                              |
| ---------------- | ---------------------------------------------------------- |
| NAME             | Balestra, Serafino                                         |
| KURZBESCHREIBUNG | Schweizer Priester, Archäologe und Erzieher von Gehörlosen |
| GEBURTSDATUM     | 6. Oktober 1831                                            |
| GEBURTSORT       | Bioggio                                                    |
| STERBEDATUM      | 26. Oktober 1886                                           |
| STERBEORT        | Buenos Aires                                               |